# Des barbelés sur la prairie
Des barbelés sur la prairie est la quarante-troisième histoire de la série Lucky Luke par Morris (dessin) et René Goscinny (scénario). Elle est publiée pour la première fois du no 1411 au no 1432 du journal Spirou. Puis est publiée en album en 1967.

## Univers

### Synopsis
Felps, agriculteur, voit régulièrement les troupeaux de Cass Casey traverser ses champs de salade et, pour les protéger, entoure ses terres de barbelés. Casey considère ça comme une provocation. Lucky Luke tente alors de les réconcilier.

## Historique
Cet album fait référence à la guerre du comté de Johnson.

## Publication

### Revues
L'histoire est parue dans le journal Spirou, du no 1411 (29 avril 1965) au no 1432 (23 septembre 1965).

### Album
Éditions Dupuis, no 29, 1967

## Adaptation
Cet album a été adapté dans la série animée Lucky Luke, diffusée pour la première fois en 1984 où le chien Rantanplan apparaît dans cet épisode.

## Sources
- www.bedetheque.com, « Lucky Luke » (consulté le 10 août 2008)
- www.lucky-luke.com, « Lucky Luke » (consulté le 10 août 2008)
- www.bdoubliees.com, « Parutions dans le journal de Spirou » (consulté le 10 août 2008)